# Mon pire ennemi
Pour plus de détails, voir Fiche technique et Distribution.
Mon pire ennemi est un film franco-suisse réalisé par Mehran Tamadon et sorti en 2023.

## Synopsis
Le cinéaste se met, en rendant visible le dispositif, en situation d’être interrogé par un geôlier d'une prison iranienne. Des anciens détenus, dont Taghi Rahmani, décrivent les méthodes avant l’interrogatoire brutal mené par l’actrice et réalisatrice Zar Amir Ebrahimi, qui raconte comment elle a elle-même été interrogée de manière très brutale avant qu’elle ne puisse quitter l’Iran.

## Fiche technique
- Titre : Mon pire ennemi
- Réalisation : Mehran Tamadon
- Scénario : Mehran Tamadon et Philippe Lasry
- Photographie : Patrick Tresch
- Son : Laurent Malan
- Montage :Luc Forveille et Mehran Tamadon
- Mixage : Philippe Grivel
- Production : L'Atelier Documentaire - Box Productions
- Pays de production :  France -  Suisse
- Genre : documentaire
- Durée : 82 minutes
- Dates  de sortie : 
  - Suisse : 21 avril 2023 (festival Visions du réel)
  - France : 8 mai 2024

## Sélections
- Visions du réel 2023[2]
- Festival international du film de Karlovy Vary 2023[3]
- Festival international du film d'Amiens 2023 : Grand-prix, mention spéciale étudiants